# Гюнтер Сабецкі
Гюнтер Сабецкі (нім. Günther Sabetzki, 4 червня 1915, Дюссельдорф, Німецька імперія — 22 червня 2000, Дюссельдорф, ФРН) — хокейний функціонер, президент ІІХФ (1975–1994), президент Німецької хокейної спілки (нім. Deutscher Eishockey-Bund) (1964–1984). Доктор суспільно-політичних наук, журналіст, видавець та редактор журналів з економіки, енергетики, теорії інформації та управління.

## Кар'єра
Гюнтер Сабецкі захоплювався багатьма видами спорту: футболом, гандболом, хокею на траві, швидкісним бігом на ковзанах, тенісом та плаванням.
У 1958 році його було обрано першим головою Федерації льодових видів спорту землі Північний Рейн — Вестфалія. Він обіймав цю посаду до 1995 року.
Гюнтер Сабецкі — один із засновників Німецької хокейної спілки (нім. Deutscher Eishockey-Bund) 16 червня 1963 року. Очолив його разом із Людвігом Заметцером (нім. Ludwig Zametzer). З наступного року обійняв посаду віцепрезидента.
У 1965 році з ініціативи Німецького хокейного союзу на зустрічі в Тампере Міжнародна федерація хокею з шайбою заснувала Кубок європейських чемпіонів за аналогією з футбольним і гандбольним. Турнір мав проводитися серед найкращих європейських клубних чоловічих команд.
У 1966 році був обраний членом Ради ІІХФ. У 1969—1998 — член Виконкому ІІХФ. У 1975 році на I Генеральному Конгресі в Гштаді Гюнтер Сабецкі був обраний президентом Міжнародної федерації хокею з шайбою.
Неодноразово переобираючись, на цій посаді він пробув до 1994 року. На посаді президента ІІХФ Гюнтер Сабецкі прагнув встановити тісніші контакти з професійними організаціями в Північній Америці, зокрема між ІІХФ та НХЛ. Він відіграв важливу роль у припиненні конфлікту з північноамериканськими хокейними організаціями. Завдяки зусиллям Сабецкі на чемпіонаті світу 1977 року брала участь національна збірна команда Канади — вперше після 8-річної перерви. Під керівництвом Гюнтера Сабецкі реалізовано широку програму надання допомоги країнам, де хокей розвинений слабо, а також програму поліпшення методики суддівства та підготовки тренерських кадрів. Доктор Сабецкі — один з організаторів розіграшів Кубка Канади. За період його президентства кількість членів ІІХФ зросла з 31 до 50.
Щоб розвинути популярність хокейного турніру на Олімпійських іграх з 1980 по 1988 рік на рік Олімпіад були скасовані чемпіонати світу та Європи.

## Пам'ять
У 1988 році він став одним із засновників Залу хокейної слави Німеччини, членом якого він є.
- У 1995 році був обраний до Зали хокейної слави НХЛ у Торонто.
- У 1997 році був обраний до Зали слави ІІХФ.